# Bryocamptus hiatus
Bryocamptus hiatus är en kräftdjursart som först beskrevs av Willey 1925.  Bryocamptus hiatus ingår i släktet Bryocamptus och familjen Canthocamptidae. Inga underarter finns listade i Catalogue of Life.